# Sphaerotheca (Fungi)
Genre
Sphaerotheca est un genre de champignons ascomycètes de la famille des Erysiphaceae.

## Liste d'espèces
Selon Index Fungorum (24 novembre 2014) :
- Aecidium abietinum Alb. & Schwein. 1805; Anamorphic Pucciniales
- Aecidium abietis-mariesii Sawada 1950
- Aecidium abroniae Ellis & Everh. ex P. Syd. & Syd. 1924; Anamorphic Pucciniales
- Aecidium abscedens Arthur 1915
- Aecidium acalyphae Henn. 1907
- Aecidium acalyphae-ciliatae P.B. Chavan 1969
- Aecidium acanthacearum Cooke 1882; Anamorphic Pucciniales
- Aecidium acanthi A.L. Sm. 1895; Anamorphic Pucciniales
- Aecidium acanthinum Har. & Pat. 1899; Anamorphic Pucciniales
- Aecidium acanthinum Speg. 1898; Anamorphic Pucciniales
- Aecidium acanthocarpi J. Walker & van der Merwe 2009
- Aecidium acanthopanacis Dietel 1905
- Aecidium aceris Z.M. Cao & Z.Qi Li 2000
- Aecidium achyrophori Plats 1983
- Aecidium aconiti-anthorae Săvul. 1953
- Aecidium aconiti-napelli (DC.) G. Winter; Anamorphic Pucciniales
- Aecidium aconiti-paniculati E. Fisch. 1904
- Aecidium aconiti-phragmitincolae Azbukina 1972
- Aecidium actaeae Wallr. 1833; Anamorphic Pucciniales
- Aecidium actinidiae Syd. & P. Syd. 1909
- Aecidium adathodae Syd. & P. Syd.; Anamorphic Pucciniales
- Aecidium adenariae Mayor 1914
- Aecidium adenocauli Syd. & P. Syd. 1913
- Aecidium adenophorae Jacz. 1900
- Aecidium adenophorae-verticillatae Syd. & P. Syd. 1917
- Aecidium adenostemmae Henn. 1898; Anamorphic Pucciniales
- Aecidium adenostylis Syd. & P. Syd. 1901
- Aecidium adhatodae Syd. & P. Syd. 1906
- Aecidium adhatodicola G.F. Laundon 1963
- Aecidium advectitium Cummins 1940
- Aecidium aechmantherae Syd. & P. Syd. 1907
- Aecidium aegiphilae Henn. 1899; Anamorphic Pucciniales
- Aecidium aesculi Ellis & Kellerm. 1884; Anamorphic Pucciniales
- Aecidium aethionematis Magnus 1891; Anamorphic Pucciniales
- Aecidium aethusae Ellis & Everh.; Anamorphic Pucciniales
- Aecidium aethusae Kirchn. 1856; Anamorphic Pucciniales
- Aecidium agerati Henn. 1895; Anamorphic Pucciniales
- Aecidium ageratinae Savile 1973
- Aecidium agnesiae (Syd.) Z. Urb. 1990
- Aecidium aikeni Syd. & P. Syd. 1903
- Aecidium ailanthi J.Y. Zhuang 1990
- Aecidium ainsliaeae Dietel 1899; Anamorphic Pucciniales
- Aecidium ajugae Syd. & P. Syd. 1907
- Aecidium akebiae Henn. 1900
- Aecidium alangii Hirats. f. & Yoshin. 1935
- Aecidium alaskanum Trel. 1904
- Aecidium alaterni Maire 1900
- Aecidium albicans Arthur & Holw. 1918
- Aecidium albiceratum Cummins 1941
- Aecidium albidum Bonord.; Anamorphic Pucciniales
- Aecidium albilabrum Kalchbr. 1876; Anamorphic Pucciniales
- Aecidium albiperidium Arthur 1902; Anamorphic Pucciniales
- Aecidium album G.P. Clinton 1874; Anamorphic Pucciniales
- Aecidium alchorneae Sacc. 1916
- Aecidium alchorneae-rugosae Gjaerum & D.A. Reid 1983
- Aecidium alibertiae Arthur 1922
- Aecidium alliatum Rabenh. 1844; Anamorphic Pucciniales
- Aecidium allii-ursini Pers. 1801; Anamorphic Pucciniales
- Aecidium alliicola G. Winter 1885; Anamorphic Pucciniales
- Aecidium alpinum Tranzsch. 1836; Anamorphic Pucciniales
- Aecidium alstroemeriae Dietel & Neger 1896; Anamorphic Pucciniales
- Aecidium alternantherae H.S. Jacks. & Holw. 1927
- Aecidium amagense Mayor 1914
- Aecidium amaryllidis Syd., P. Syd. & E.J. Butler 1912
- Aecidium amazonense Henn. 1904
- Aecidium ambiguum Alb. & Schwein.; Anamorphic Pucciniales
- Aecidium amelanchieris DC. 1815; Anamorphic Pucciniales
- Aecidium amphigenum Ellis & Kellerm. 1886; Anamorphic Pucciniales
- Aecidium amphigenum Hazsl. 1877; Anamorphic Pucciniales
- Aecidium ampliatum H.S. Jacks. & Holw. 1918
- Aecidium anaphalidis-leptophyllae T.S. Ramakr., Sriniv. & Sundaram 1952
- Aecidium anceps Syd. & P. Syd. 1901
- Aecidium ancundense Speg. 1918
- Aecidium ancylanthi Henn. 1903
- Aecidium andicola Jørst. 1959
- Aecidium anemarrhenae Z.H. Zhou & Z. Liu 1982
- Aecidium anemones Hoffm. 1796; Anamorphic Pucciniales
- Aecidium anemones Schumach. 1803; Anamorphic Pucciniales
- Aecidium anemones-silvestris Kleb. 1914
- Aecidium angelicae Rostr.; Anamorphic Pucciniales
- Aecidium anisatomes Reichardt 1865; Anamorphic Pucciniales
- Aecidium anningense F.L. Tai 1947
- Aecidium annonaceicola Henn. 1895; Anamorphic Pucciniales
- Aecidium annonae Henn. 1895; Anamorphic Pucciniales
- Aecidium anograe Arthur 1901
- Aecidium antherici Henn. & Pole-Evans 1908
- Aecidium anthericicola Arthur 1918
- Aecidium antholyzae Bubák 1911
- Aecidium aphelandrae Henn. 1905
- Aecidium apocynatum (Schwein.) Mussat 1900; Anamorphic Pucciniales
- Aecidium apocyni Cooke 1892; Anamorphic Pucciniales
- Aecidium apocyni Schwein. 1822; Anamorphic Pucciniales
- Aecidium aposeridis Namysl. 1911
- Aecidium approximans J.C. Lindq. 1952
- Aecidium archibaccharidis Cummins 1941
- Aecidium arctoum Arthur 1920
- Aecidium arcularium Arthur 1920
- Aecidium arechavaletae Speg. 1881; Anamorphic Pucciniales
- Aecidium arenariae Vestergr. 1909
- Aecidium argyreiae Berk. & Broome 1873; Anamorphic Pucciniales
- Aecidium argyreiae-involucratae P.B. Chavan 1969
- Aecidium argythamniae Arthur 1906
- Aecidium ari Berk. 1836; Anamorphic Pucciniales
- Aecidium aridum Dietel & Neger 1899; Anamorphic Pucciniales
- Aecidium aristolochiae Rabenh. 1844; Anamorphic Pucciniales
- Aecidium aristolochiicola Marchal & Steyaert 1929
- Aecidium aroideum Cooke 1879; Anamorphic Pucciniales
- Aecidium artabotrydis Thaung 1977
- Aecidium arunci DC.; Anamorphic Pucciniales
- Aecidium asarifolium Z. Urb. 1990
- Aecidium aschersonianum Henn. 1891; Anamorphic Pucciniales
- Aecidium asclepiadeum Wallr. 1833; Anamorphic Pucciniales
- Aecidium asclepiadinum Speg. 1891; Anamorphic Pucciniales
- Aecidium asparagacearum Const. 1920
- Aecidium asperifoliarum Gray 1821; Anamorphic Pucciniales
- Aecidium asperifolii Schumach. 1803; Anamorphic Pucciniales
- Aecidium asperulae-ciliatae Săvul. 1939
- Aecidium asphodeli Castagne 1842; Anamorphic Pucciniales
- Aecidium asphodeli-microcarpi Gonz. Frag. 1913
- Aecidium aspiliae Gjaerum 1986
- Aecidium asteris Thüm. 1877; Anamorphic Pucciniales
- Aecidium astragali Erikss.; Anamorphic Pucciniales
- Aecidium astragali Thüm. 1878; Anamorphic Pucciniales
- Aecidium astragali-alpini Erikss. 1891; Anamorphic Pucciniales
- Aecidium astrochlaenae Wakef. & Hansf. 1949
- Aecidium atractylidis Dietel 1898; Anamorphic Pucciniales
- Aecidium atragenes Tranzschel 1891; Anamorphic Pucciniales
- Aecidium atriplicis Shear 1902
- Aecidium atroalbum Henn. 1903
- Aecidium atrocrustaceum Syd. & P. Syd. 1921
- Aecidium atropae Mont. 1840; Anamorphic Pucciniales
- Aecidium aurantiacum Bonord.; Anamorphic Pucciniales
- Aecidium auriellum Peck 1883; Anamorphic Pucciniales
- Aecidium australe Berk. 1843; Anamorphic Pucciniales
- Aecidium australe Speg. 1884; Anamorphic Pucciniales
- Aecidium avocense Cummins & H.C. Greene 1954
- Aecidium azorellae Speg. 1898; Anamorphic Pucciniales
- Aecidium baccharidicola Henn. 1896; Anamorphic Pucciniales
- Aecidium baccharidicola Speg. 1898; Anamorphic Pucciniales
- Aecidium baccharidis Dietel 1897; Anamorphic Pucciniales
- Aecidium baccharidophilum Speg. 1903
- Aecidium bahiae Berk. & M.A. Curtis 1874; Anamorphic Pucciniales
- Aecidium baileyanum P. Syd. & Syd. 1923
- Aecidium balansae Cornu 1887; Anamorphic Pucciniales
- Aecidium balearicum Gonz. Frag. 1918
- Aecidium balsameum Dietel 1897; Anamorphic Pucciniales
- Aecidium banaticum Bubák 1936
- Aecidium banketense Hopk. 1938
- Aecidium banosense Syd. & P. Syd. 1913
- Aecidium barbareae DC. 1815; Anamorphic Pucciniales
- Aecidium barclayi Sacc. & Trotter 1912
- Aecidium barkhausiae Roum. 1880; Anamorphic Pucciniales
- Aecidium barleriae Doidge 1948
- Aecidium barleriae M.A. Salam & Ramachar 1956; Anamorphic Pucciniales
- Aecidium barnadesiae Jørst. 1956
- Aecidium basanacanthae Henn. 1904
- Aecidium batesianum Barthol. 1904
- Aecidium batesii Arthur 1920
- Aecidium batrachii Katajev 1951
- Aecidium baumianum Henn. 1903
- Aecidium begoniae Berndt 1998
- Aecidium behenis DC. 1815